# Париньї (Манш)
Париньї́, Паріньї (фр. Parigny) — колишній муніципалітет у Франції, у регіоні Нормандія, департамент Манш. Населення — 1896 осіб (2011).
Муніципалітет був розташований на відстані близько 260 км на захід від Парижа, 85 км на південний захід від Кана, 60 км на південь від Сен-Ло.

## Історія
До 2015 року муніципалітет перебував у складі регіону Нижня Нормандія. Від 1 січня 2016 року належав до нового об'єднаного регіону Нормандія.
1 січня 2016 року Париньї, Шевревіль, Мартіньї i Мії було об'єднано в новий муніципалітет Гранпариньї.

## Демографія
Динаміка населення (Insee ):
Розподіл населення за віком та статтю (2006):
| Стать | Всього | До 15 років | 15-24 | 25-44 | 45-64 | 65-85 | Понад 85 |
| --- | ------ | ----------- | ----- | ----- | ----- | ----- | -------- |
| Чоловіки | 856    | 164         | 84    | 176   | 280   | 136   | 16       |
| Жінки | 880    | 108         | 80    | 192   | 248   | 220   | 32       |
| \| Статево-вікова піраміда \| Статево-вікова піраміда \| Статево-вікова піраміда \| \| ----------------------- \| ----------------------- \| ----------------------- \| \| Чоловіки \| Вік \| Жінки \| \| 16 \| 85 + \| 32 \| \| 20 \| 80-84 \| 56 \| \| 16 \| 75-79 \| 52 \| \| 44 \| 70-74 \| 44 \| \| 56 \| 65-69 \| 68 \| \| 48 \| 60-64 \| 36 \| \| 60 \| 55-59 \| 68 \| \| 100 \| 50-54 \| 76 \| \| 72 \| 45-49 \| 68 \| \| 60 \| 40-44 \| 76 \| \| 56 \| 35-39 \| 48 \| \| 32 \| 30-34 \| 28 \| \| 28 \| 25-29 \| 40 \| \| 24 \| 20-24 \| 24 \| \| 60 \| 15-20 \| 56 \| \| 80 \| 10-14 \| 52 \| \| 44 \| 5-9 \| 28 \| \| 40 \| 0-4 \| 28 \| |        |             |       |       |       |       |          |
| Статево-вікова піраміда |        |             |       |       |       |       |          |
| Чоловіки | Вік    | Жінки       |       |       |       |       |          |
| 16 | 85 +   | 32          |       |       |       |       |          |
| 20 | 80-84  | 56          |       |       |       |       |          |
| 16 | 75-79  | 52          |       |       |       |       |          |
| 44 | 70-74  | 44          |       |       |       |       |          |
| 56 | 65-69  | 68          |       |       |       |       |          |
| 48 | 60-64  | 36          |       |       |       |       |          |
| 60 | 55-59  | 68          |       |       |       |       |          |
| 100 | 50-54  | 76          |       |       |       |       |          |
| 72 | 45-49  | 68          |       |       |       |       |          |
| 60 | 40-44  | 76          |       |       |       |       |          |
| 56 | 35-39  | 48          |       |       |       |       |          |
| 32 | 30-34  | 28          |       |       |       |       |          |
| 28 | 25-29  | 40          |       |       |       |       |          |
| 24 | 20-24  | 24          |       |       |       |       |          |
| 60 | 15-20  | 56          |       |       |       |       |          |
| 80 | 10-14  | 52          |       |       |       |       |          |
| 44 | 5-9    | 28          |       |       |       |       |          |
| 40 | 0-4    | 28          |       |       |       |       |          |

## Економіка
2010 року серед 1102 осіб працездатного віку (15—64 років) 802 були активними, 300 — неактивними (показник активності 72,8%, у 1999 році було 73,7%). З 802 активних мешканців працювали 742 особи (384 чоловіки та 358 жінок), безробітними було 60 (31 чоловік та 29 жінок). Серед 300 неактивних 96 осіб було учнями чи студентами, 152 — пенсіонерами, 52 були неактивними з інших причин.

У 2010 році в муніципалітеті числилось 836 оподаткованих домогосподарств, у яких проживали 1913,5 особи, медіана доходів виносила 18 465 євро на одного особоспоживача